# 孔乙己文學
孔乙己文學（或稱當代孔乙己）是2023年流行於中國大陸互聯網社群平臺的網絡迷因及諧仿，源自魯迅的短篇小説《孔乙己》。該作品描寫讀書人“孔乙己”秉持著“文人品性”不願放下自己的身段，因而受到周圍人的調侃與輕視。中國大陸青年族群因經濟同社會問題對自身處境感到迷茫，從而藉鑒作品元素，比喻自身的發展困境，控訴社會不公。諧仿引起央視、共青团媒體的注意與批判；亦有針對此類批判及孔乙己文學的社會討論與創作。

## 背景

### 孔乙己

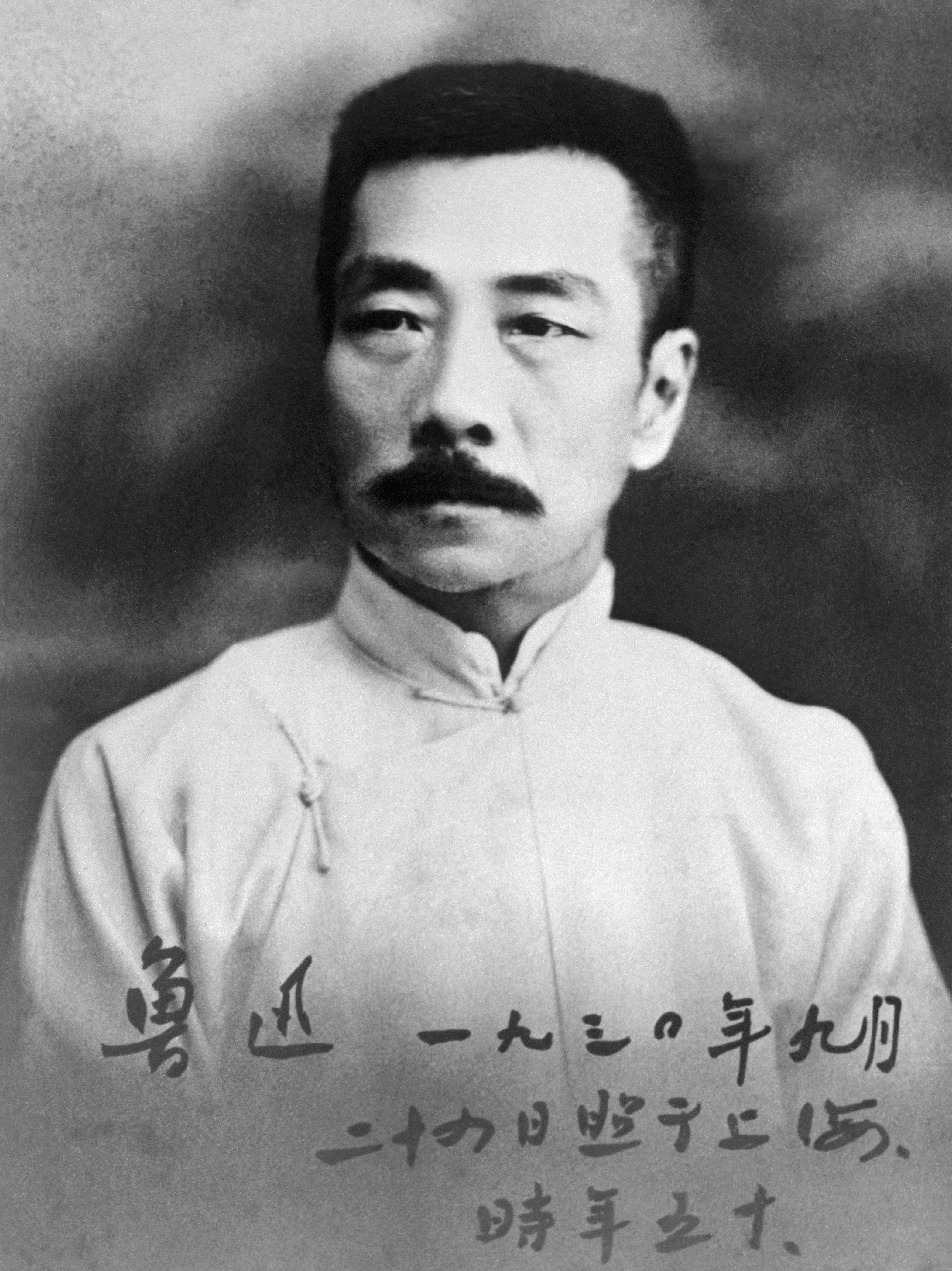
魯迅《孔乙己》1919年出版于新青年第六卷，為其最知名的作品之一。

《孔乙己》出版于1919年3月份新青年第六卷，為魯迅創作自《狂人日記》後的第二部現代白話文小説。該篇小説主人公“孔乙己”被描寫為封建時代迂腐讀書人的典型；他擁有一定程度的文化知識，卻缺乏實際技能，生活落魄。他放不下自己的身段，以讀書人的清高態度自居，因而受到周圍人的輕視。孔乙己最終因盜竊丁舉人的書籍而被打斷雙腿，后不知所蹤。作家岳继宏認爲魯迅對該人物的描寫，為控訴封建禮教所導致的悲劇，而非個人。

### 社會問題
中華人民共和國在實行改革開放政策后迎來二十年的經濟發展高峰，但諸多社會問題亦未解決。中國大陸在21世紀10年代迎來经济下滑，除此之外的社会阶层固定、階層流動困難及中国高校扩招致使的严重就业问题，使年輕人對自身的社會處境感到迷茫與感慨。内卷論、躺平論等流行詞語體現青年族群應對發展困境的兩種選擇。
在孔乙己文學出現的2023年，中國國家統計局于3月15日公佈的數據顯示青年族群失業率近兩成，大學畢業生不滿就業困難、薪資下降。除此之外，高學歷低就的實例層出不窮；中央政府通過雙減政策打擊教育培訓行業及因中国大陆的人工成本上涨、中美贸易战等的原因，导致部分外商投資企業（以欧美企业为主）意向将产业链转移至成本相对更低的东南亚地区，造成就業負面影響在此背景下，孔乙己文學體現年輕人的不安全感與焦慮。

## 諧仿元素

### 長衫論
“長衫”是“孔乙己文學”較爲广泛出現的元素：在原著作品中，孔乙己時常光顧的咸亨酒店大約分爲兩類客人；一類是坐在内間的達官顯貴，身著長衫；另一類是站著喝酒的幫工，身著短衣；而孔乙己是“站着喝酒而穿长衫的唯一的人”。魯迅通過這種描寫暗示孔乙己的特殊身份，他不是達官顯貴，也不像身著短衣的幫工。諧訪者將孔乙己的“長衫”比作寒窗十數年的學歷，在畢業後卻迎接著失業，認爲社會沒有給穿著“長衫”的年輕人理想的工作機會。

### 駱駝祥子
祥子為老舍長篇小説《駱駝祥子》的主人公：他是北京城一位年輕的車夫，夢想著努力工作擁有一輛自己的洋車，卻因封建社會對勞動者的剝削一再得而复失，最終墮落。:156孔乙己文學諧訪者將“祥子”比喻為“脫下了長衫的孔乙己”，即使脫下象徵著讀書人身段的“長衫”，努力工作也未必會得到一輛自己的“洋車”，必然受到剝削。

## 評論
中国中央电视台同中国共产主义青年团中央委员会分別于2023年3月16日官方社群賬號發佈社論《正视“孔乙己文学”背后的焦虑》《脱不掉的长衫？我为什么不喜欢“孔乙己文学”》两篇文章均認可經濟下滑對青年族群的迷茫影響，但是主張“孔乙己之所以陷入生活的困境，不是因为读过书，而是放不下读书人的架子，不愿意靠劳动改变自身的处境。”“釀成孔乙己悲劇的原因如原作所言是‘好喝懶做’‘總是偷’”勸誡年輕人不要被學歷包袱限制自己的發展，堅信“当代有志青年绝不会被困在长衫中”。共青團中央文章作者蕭劍舉新農人返鄉就業例，認爲“鄉村仍然是一片大有可為的土地、希望的田野”。
在官媒社論發表后，遂有舆论批評官媒將孔乙己悲劇限於「個人所致」，卻忽略魯迅批判「吃人的社會」的原意，亦有評論要求官方先解決“當代孔乙己出現的制度性問題”。前《環球時報》總編胡錫進也認爲政府在發展高等教育的同時，卻未能創造推進社會進步的崗位；讓大學畢業生去做擁有中學學歷即可的勞動工作，則意味著社會統籌出現問題。針對青年族群不接受官方評論，朦朧派詩人楊煉在接受自由亞洲電臺訪問時指出習近平領導下的中央政府使中國大陸經濟發展窘迫、内憂外患；在此環境下，越來越多的年輕人覺醒，從而拒絕相信官方的“洗腦宣傳”。
中國先锋派作家余華在2023年3月份澳门城市大学荣誉博士座談會談論到該項議題:1:16:23-1:20:52：他舉出同友人交談時的例子，人民文學出版社當代青年招募六個編輯，卻有六千名碩士或博士學位的畢業生應徵該崗位。:1:16:23-1:20:52教育付出和所得的不成正比，造成青年族群巨大的心理落差是完全可預期的，而這也是當今中國“很普遍的社會現象”。:1:16:23-1:20:52若想讓孔乙己不用脫下長衫，唯一的辦法只有讓現行的經濟走勢重新回到軌道上。:1:16:23-1:20:52

## 影響
網絡歌曲創作者“鬼山哥”因失業、母親住院耗完積蓄，生活窘迫。他在官媒批判孔乙己文學后，愤而創作網絡流行音樂《阳光开朗孔乙己》諷刺官媒避重就輕。此歌曲受到官方審查，其微博、知乎在内的社交媒體或影音媒體賬號均被封禁，唯有YouTube等非中國大陸平臺得見影音版本；但该作品仍以文字或其他形式流傳在中國大陸的社交媒體平臺。央視同共青團的官方社群賬戶分別在兩篇初始文章隱藏負面評論或關閉留言功能。

## 文獻